# Paul Carbone
Pour les articles homonymes, voir Carbone (homonymie).
Paul Carbone (Paul Bonnaventure Carbone), surnommé Venture, né le 14 février 1894 à Propriano en Corse et mort le 16 décembre 1943 à Chalon-sur-Saône (Saône-et-Loire), est un criminel français impliqué dans le milieu corso-marseillais de 1920 jusqu'à sa mort en 1943. 
Il est le premier parrain reliant le crime organisé au monde politique. Il est associé à François Spirito qui deviendra un des initiateurs de la French Connection. La vie de Carbone inspire le film Borsalino avec dans les rôles principaux Alain Delon et Jean-Paul Belmondo.

## Biographie

### Jeunesse
Fils de Paul Carbone, marin, et de Marie Reusciti, ménagère, Paul Bonnaventure Carbone naît à Propriano en Corse le 14 février 1894,. Il est le descendant de la nourrice de Napoléon, Illéria Carbone. Carbone grandit à Marseille dans le quartier populaire du Panier, où il est, déjà, un petit voyou turbulent. À l'école, c'est un bon élève. Son père meurt alors qu'il a douze ans et Paul quitte l'école pour aider sa mère et ses deux plus jeunes frères. Il accepte n'importe quel travail -vendeur de journaux, docker, marin- pouvant l'aider à soutenir financièrement sa famille.
À l'âge de quinze ans, il part pour Alexandrie, en Égypte où il exerce le proxénétisme. Il adopte les codes du milieu : parmi ses nombreux tatouages se note l'inscription "Au bonheur des dames" sous l'ombilic. Il envoie la majeure partie de ce qu'il gagne à sa mère en France. Son succès attise les convoitises de proxénètes rivaux. En 1913, trois d'entre eux enlèvent Carbone, l'emmènent dans le désert, l'enterrent dans le sable jusqu'au cou et le badigeonne son visage de miel pour qu'il soit dévoré par les fourmis. Il est sauvé deux jours plus tard par François Spirito, un Sicilien qui avait entendu les trois proxénètes se vanter de leur forfait dans un bar. Spirito a immigré très jeune à Marseille. Entre les deux hommes se noue une solide amitié et ils deviennent partenaires en affaires. Spirito est aussi proxénète. Avec Carbone, il organise un mini-empire basé sur la prostitution, faisant venir les femmes de Paris pour les exploiter dans les bordels égyptiens, le Caire étant une plaque tournante de la traite des Blanches,. Puis ils prennent des parts dans des maisons closes de Marseille avec d'autres Corses, ainsi qu'à Paris où Carbone est ami avec le préfet de police, Jean Chiappe, d'origine corse.
Après s'être rétabli de sa mésaventure, Carbone veut quitter l'Égypte. Il s'engage avec Spirito dans la compagnie des messageries maritimes et sillonne les mers du monde entier. Les Corses sont très présents dans l'administration coloniale française : il y a des Corses en Indochine, en Afrique du Nord et dans toute la sphère d'influence française. Carbone et Spirito se rendent à Shangaï et trafiquent l'opium ; ils nouent des contacts dans tous les comptoirs où est implantée la diaspora corse jusqu'à ce qu'éclate la première Guerre Mondiale. À ce moment, le duo retourne en France et s'engage dans la guerre. Affecté en tant que chasseur de 2e classe dans un bataillon d'Afrique en raison de ses antécédents judiciaires, il est incorporé au 4e bataillon d'infanterie légère d'Afrique à compter du 1er septembre 1914 puis le 10 mars 1915 il passe au 3e bataillon de marche d'infanterie légère d'Afrique et revient en métropole. Envoyé en 1re ligne sur le Chemin des Dames, Carbone est blessé au bras droit le 23 mai 1915 au canal de l'Yser et il est cité à l'ordre du bataillon. Après avoir été arrêté pour coups et blessures, il est renvoyé, le 12 octobre 1915, aux Bat' D'Af, un bataillon disciplinaire, le 4e bataillon d'infanterie légère d'Afrique, situé en Algérie où se côtoient les pires voyous. Durant la guerre, sur le front de l'Ouest, il se lie d'amitié dans les tranchées avec Simon Sabiani, futur premier adjoint au maire de Marseille, lui-aussi mobilisé. 
À la fin de la guerre, il est décoré de la Médaille coloniale avec agrafe Tunisie pour sa bravoure aux opérations dans le sud tunisien pendant la période du 1er septembre 1915 au 1er août 1916,.

### Entre-deux-guerres
Après la fin de la guerre, Carbone et Spirito partent pour l’Amérique du Sud. Au Pérou, ils pratiquent le proxénétisme et exploitent vingt femmes. Le duo retourne à Marseille en 1919, toujours dans le proxénétisme et le trafic d'opium. Carbone se fait arrêter plusieurs fois sous divers faux noms comme Capponi, Venture, Ventura et Pedipeli. Son casier reste toujours étrangement vierge. En 1921, il demeure à Sedan, au 8 rue d'En-Haut puis à partir de 1925 au 2 rue Audimar à Marseille
Pendant vingt années, Paul Carbone, épaulé de Spirito, sera l'homme fort de Marseille. À la fin des années 1920, il se lie à des politiques, exploite de nombreuses maisons closes, pratique la traite des Blanches, rançonne à tour de bras sur toute la côte et pratique toutes sortes de trafics. Les deux hommes sont impliqués dans le trafic de drogue, spécialement l'héroïne et la cocaïne. Ils créent un laboratoire de transformation d'opium en provenance de Turquie, d'Égypte et d'Indochine à Bandol, près de Marseille. Après transformation, l'héroïne est envoyée aux États-Unis au réseau de Lucky Luciano. C'est les bases de la French Connection. Ils possèdent un bar rue Pavillon, le bar Amical et le restaurant Beauvau, rue Beauvau. Ils dirigent leurs empires depuis ces établissements. À Marseille, ils possèdent plus de vingt-cinq bordels, la plupart occupés par des jeunes femmes européennes et d'Amérique du sud forcées à la prostitution. Carbone possède aussi des réseaux de prostitution en Argentine, en Égypte et en Espagne,.
Comme l’absinthe produite par Pernod Fils est bannie du territoire français en 1914, Carbone en importe clandestinement d'une distillerie de Tarragone en Espagne. En 1936 la France décide des sanctions économiques contre les produits italiens pour sanctionner l'État fasciste après l'invasion de l'Éthiopie. Carbone passe en contrebande trente-quatre tonnes de fromage Parmigiano Reggiano à destination de la population italienne de Marseille. Durant la guerre civile espagnole, Carbone vend des armes aux franquistes.
À Paris, le caïd marseillais possède aussi des intérêts dans plusieurs établissements. Joseph Marini, chef de le pègre parisienne, est un ami de Carbone. Il installe d'abord un bordel haut de gamme à Montmartre. À cette époque, tous les bordels de Paris sont contrôlés par un Italien obèse, Charles Codebo. Carbone et Spirito mettent la main sur ses affaires. Avec l'argent gagné à Paris, ils ouvrent des maisons closes dans toute la France, avec des femmes en provenance d'Europe et d'Amérique du Sud.
Dans l'entre-deux-guerres, Carbone et Spirito font alliance avec Simon Sabiani, ancien communiste devenu premier adjoint au maire de Marseille, chef des fascistes locaux et originaire de Corse. Carbone et Spirito agissent comme hommes de main pour les campagnes politiques de Sabiani, en contrepartie, ils reçoivent une protection politique. Après les émeutes du 6 février 1934, les hommes de Carbone sont lancés contre les dockers communistes en grève sur le port de Marseille.

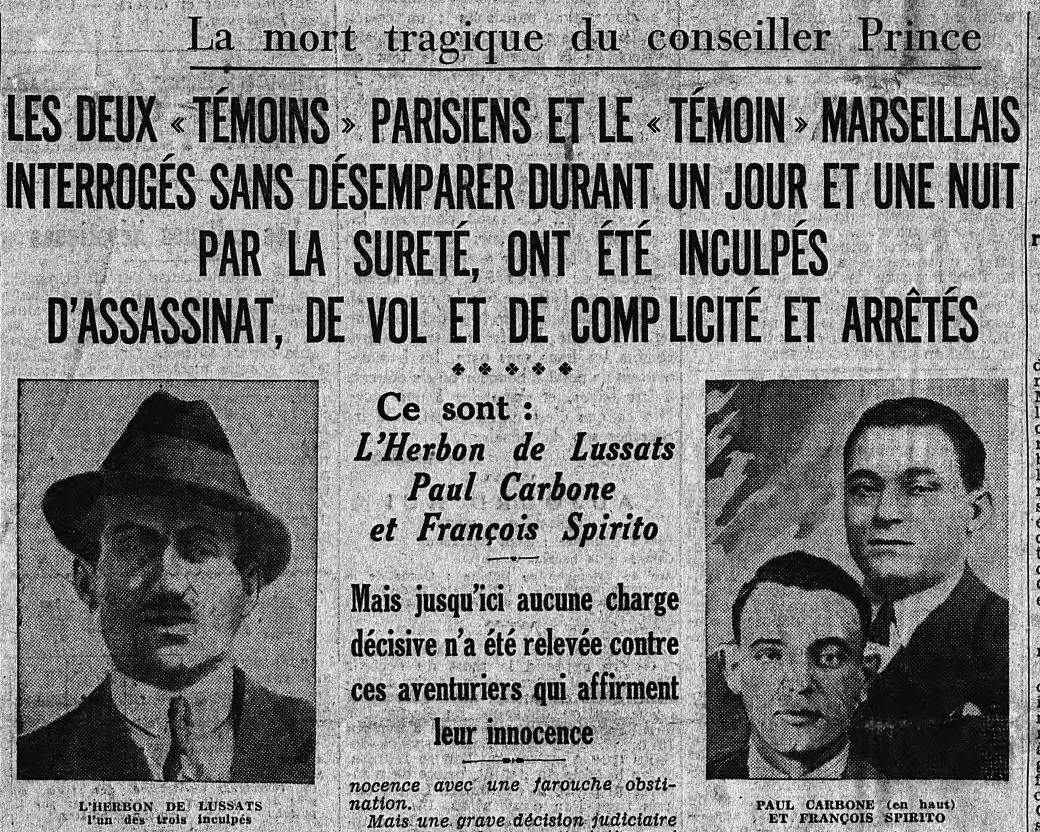
Une du journal Le Matin le 30 mars 1934.

En avril 1934, ils sont mêlés à l'affaire Prince, du nom de ce conseiller à la cour d'appel chargé de dossiers sur l'affaire Stavisky, dépouillé des documents dont il dispose et assassiné. Les deux hommes produisent des alibis solides et sont remis en liberté à la fin du mois. L'accueil triomphal que les partisans de Sabiani réservent à Carbone, lors de son retour à Marseille, fait sensation.
Carbone touche à tout : en 1938, ayant découvert la chasse sous-marine alors encore embryonnaire, il s'érige en « protecteur » des premiers chasseurs sous-marins de Provence en intimidant les pêcheurs professionnels qui, craignant cette nouvelle concurrence, tentaient d'interdire l'accès de leurs zones de pêche aux chasseurs.
Le romancier et scénariste Carlo Rim qui rencontre Carbone en 1935 à Marseille, le décrit ainsi : "À travers ses lunettes vertes, Venture ne me quitte pas des yeux. Rivée jusqu'aux maxillaires dans des épaules de gorille, sa tête grêlée, largement fendue par une bouche immense frangée de cicatrices, serait effrayante sans ce sourire presque angélique qui tout d'un coup l'éclaire et la transfigure. Sous sa chemise Lacoste de soie prune qui lui colle à la peau, ses muscles de mirmillon se contractent au moindre geste.

### Seconde Guerre mondiale

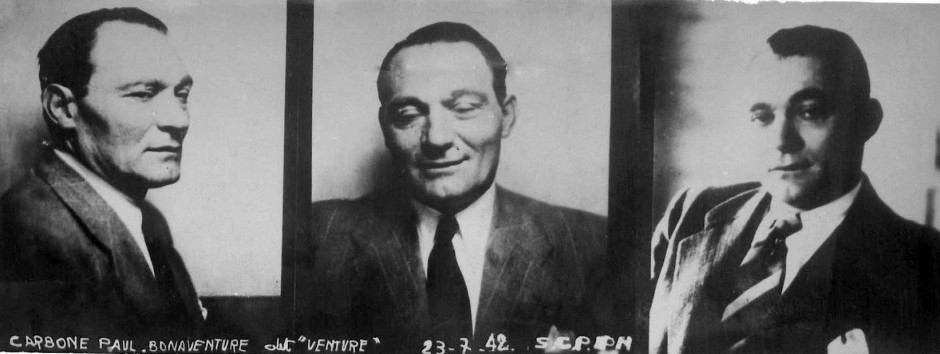
Paul Carbone en 1942.

Rappelé à l'activité militaire le 25 août 1939, il est affecté au 15e régiment du train avant d'être réformé pour trachome floride.
Durant la seconde guerre mondiale, Carbone et Spirito rejoignent la Carlingue qui collabore avec l'occupant allemand. En contrepartie, les autorités locales doivent ignorer leurs activités criminelles à Marseille. Ils profitent du marché noir en fournissant des denrées aux allemands.
Pour pouvoir continuer leurs « affaires » et par adhésion au fascisme, les deux hommes soutiennent la collaboration active avec les nazis en aidant la Gestapo pendant l'occupation de la « zone libre » (de novembre 1942 à août 1944).

### Mort
Paul Carbone meurt le 16 décembre 1943 dans un sabotage de la Résistance qui, visant les soldats allemands en permission, fait dérailler le train à bord duquel il voyage et le fait exploser,. Selon sa légende, Paul Carbone, les jambes sectionnées, aurait alors dit aux secouristes : « Moi, c'est foutu, occupez-vous de ceux qui peuvent être sauvés ». Il agonise pendant des heures avant de mourir d'exsanguination, une cigarette à la bouche, en disant : « C'est la vie… ». Mais sa maîtresse, Germaine Germain, mieux connue sous le surnom de "Manouche", rapporte qu'il a été amené à un hôpital local où il serait mort quelques heures plus tard. De sa maîtresse, il eut un fils posthume, Jean-Paul, né en 1944, qui épousa une Américaine, fille d'un important négociant en cigares, avec laquelle il eut une fille : Stéphanie.
À la Libération, son associé François Spirito s'enfuit en Espagne puis en Amérique du Sud où il se livre au trafic d'héroïne jusqu'aux années 1960, se taillant une place de choix parmi les trafiquants internationaux.

## Dans la culture
- Le livre d'Eugène Saccomano Bandits de Marseille (1959) consacre un chapitre à Paul Carbone et François Spirito.
- C'est ce récit qui inspirera le film Borsalino, réunissant Alain Delon et Jean-Paul Belmondo (1970), de Jacques Deray.
- Le premier album du groupe de rock français Mano Negra, Patchanka (1988), contient une chanson évoquant Paul Carbone : « La Ventura ».

### Documentaires
- Thierry Aguila, Les Parrains de la côte : Carbone & Spirito, production et diffusion : Comic Strip production, France 3, 26 min, 2007, HDV.
- Christophe Bouquet, Mafia et République, documentaire en trois parties, Arte, 2017.